# Gemma Augusta

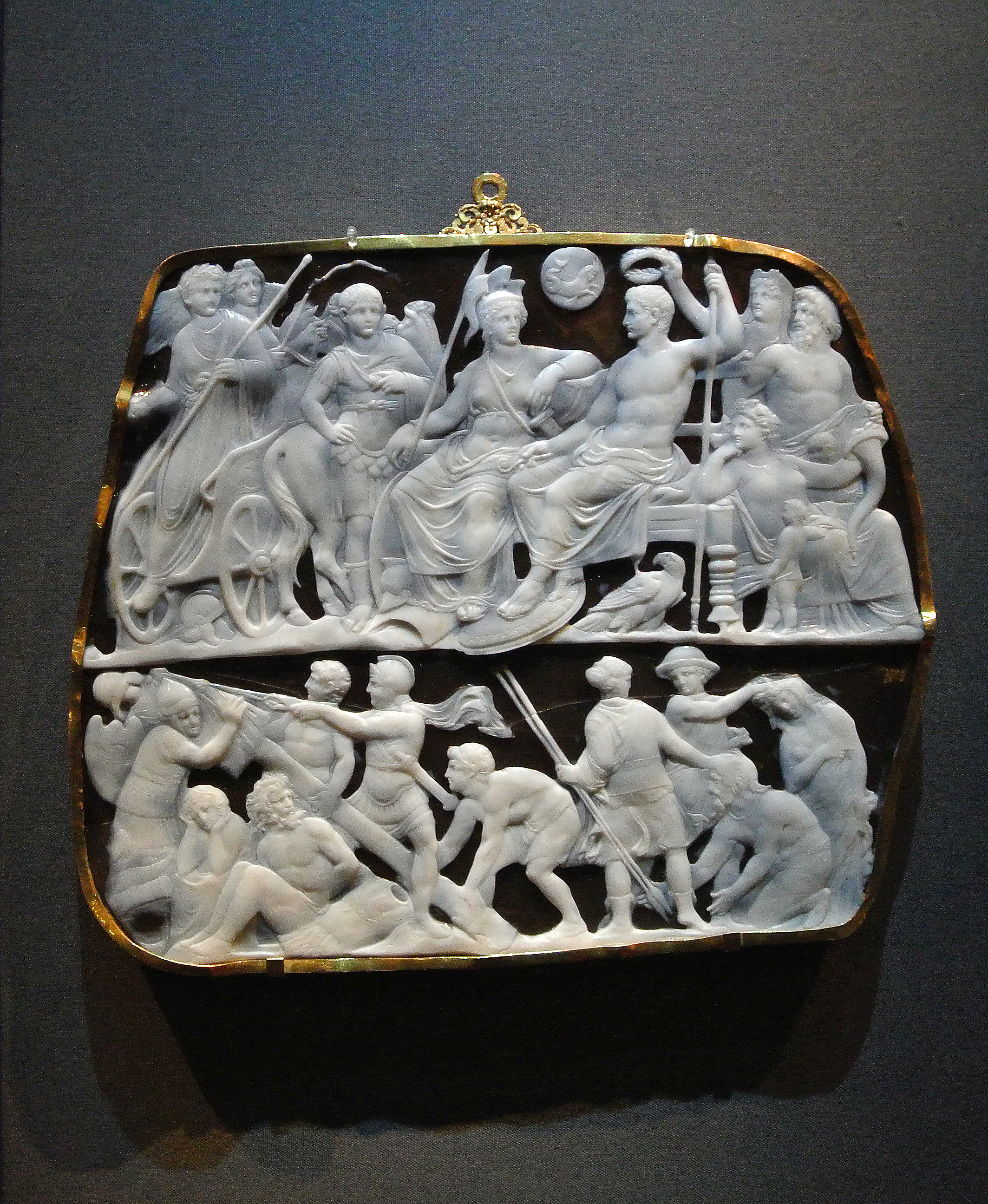
Gemma Augusta

Gemma Augusta (łac. Gemma Augustea) – starożytna rzymska kamea, zaliczana do najpiękniejszych zabytków rzymskich.
Wykonana została z biało-czarnego onyksu, zwanego też onyksem arabskim. Ma wymiary 22,9 × 18,7 cm. Przypuszcza się, że jej twórcą był Dioskurides lub jeden z jego uczniów i że wykonana została między 10 a 20 n.e. Prawdopodobnie upamiętnia ona zwycięstwo Tyberiusza nad Germanami w 7 n.e.

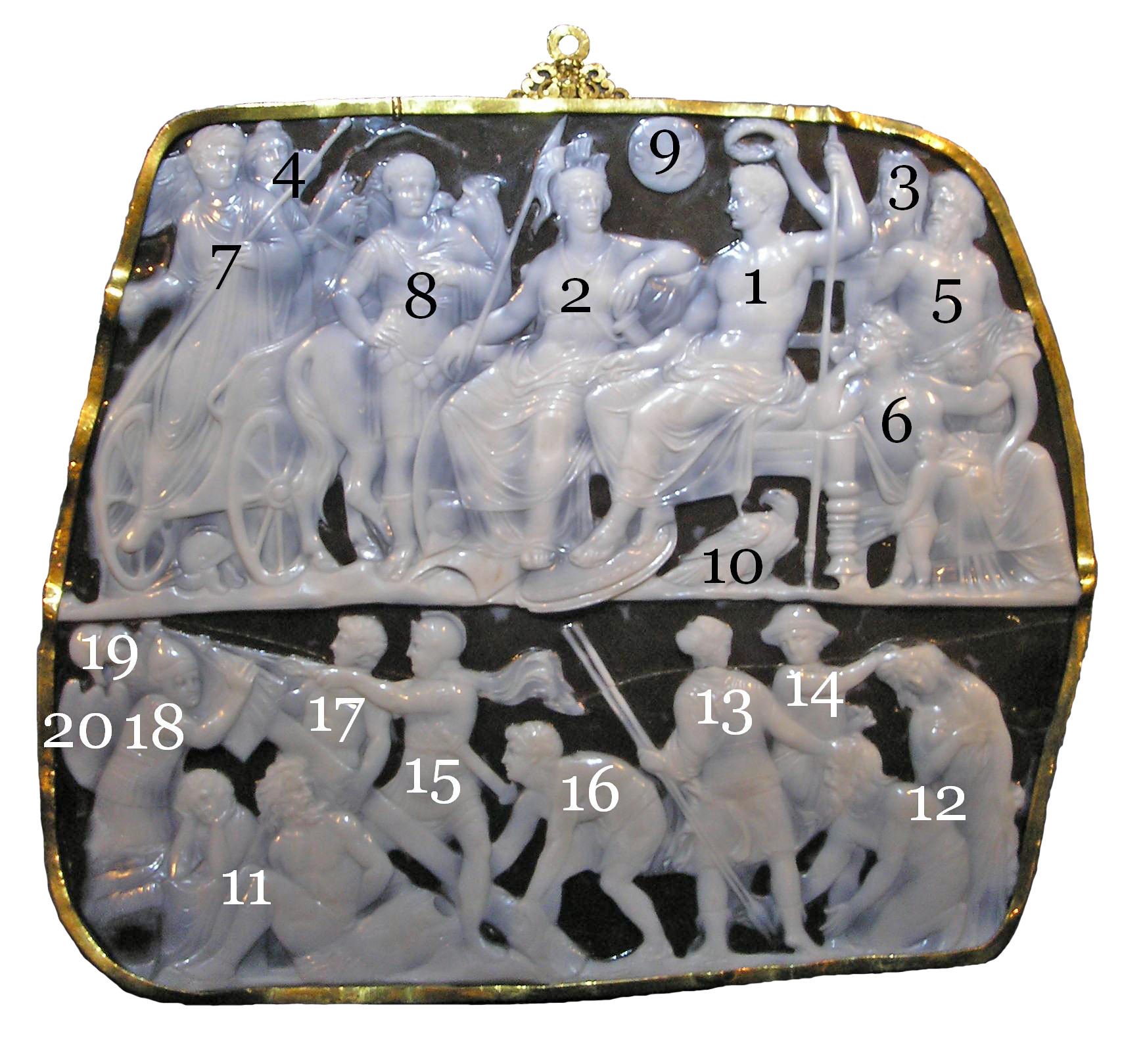
Numeracja postaci: opis w tekście

Powierzchnia gemmy podzielona jest horyzontalnie na dwie strefy dekoracji reliefowej. W górnej, ważniejszej, symbolizującej militarną władzę cesarza Oktawiana Augusta nad światem, centralne miejsce zajmuje siedzący na podwójnym krześle lub tronie (bisellium) sam cesarz (1) i bogini Roma (2). Towarzyszą im z prawej strony personifikacje: Ziemia Matka – Gaja (6), Ocean – Okeanos (5) i Świat Zamieszkany – Ojkumene (3), a z lewej postacie historyczne: młody Tyberiusz schodzący z bigi lub rydwanu (7) oraz chłopiec, zapewne młody Germanik, gotowy do następnej akcji (8). Za Tyberiuszem na rydwanie stoi bogini Wiktoria (4). Nad Augustem, na tle księżyca lub słońca widoczny jest ulubiony symbol cesarza – koziorożec (9). Dolna strefa zawiera symbolikę zwycięstwa. Grupa rzymskich żołnierzy (16, 17) ustawia trofeum (19) z pomocą boga Marsa (15), obok figurują poniżani przez Rzymian jeńcy barbarzyńscy (11) – postacie te interpretowane są niekiedy także jako bóstwa czy personifikacje, obserwujące stawianie trofeum. Obok Rzymian przedstawiony jest także sojuszniczy żołnierz macedoński (18), a także, jak się przypuszcza, personifikacja prowincji hiszpańskich (13) oraz, na co wskazuje kapelusz z szerokim rondem – petasos, personifikacja wojsk trackich (14). Na prawo od personifikacji prowincji widoczna jest inna para jeńców barbarzyńskich (12). Za Macedończykiem znajduje się tarcza wschodniego typu z rysunkiem skorpiona (20), który jako znak zodiaku symbolizuje miesiąc listopad, czyli miesiąc urodzin Augusta, a u stóp Augusta spoczywa orzeł (10), w starożytnym Rzymie symbol ojca bogów Jupitera – Jowisza (a także legionów rzymskich).
Gemma Augusta znajduje się w Muzeum Historii Sztuki w Wiedniu.